# Tristan Bernard
Tristan Bernard, vlastním jménem Paul Bernard, (7. září 1866, Besançon, Francie – 7. prosince 1947) byl francouzský dramatik, spisovatel, humorista, novinář a právník. Své divadelní hry psal pro „theatre de boulevard“, což byl žánr, jehož cílem bylo bavit středostavovské pařížské obecenstvo.
Jeden z jeho nesčetných aforismů: „V životě se můžete spolehnout jen sám na sebe. Ale ani to nedoporučuju.“

## Dílo

### Divadelní hry
- Le fardeau de la liberté 1898
- Le seul bandit du village 1898
- Une visite de nuit, 1899
- La mariée du Touring Club, 1899
- L'affaire Mathieu, 1901
- La bande à Léon, 1902
- Triple patte, 1905, napsáno společně s André Godfernauxem
- Le flirt ambulant, 1907
- Les jumeaux de Brighton, 1908
- Le petit café, 1911
- Les phares Soubigou, 1912
- Le prince charmant, 1914
- Jules, Juliette et Julien, ou L'école du sentiment, 1929
- Une amie d'Argentine, 1930
- Le sauvage, 1931